# 원산대로
원산대로(Wonsan-daero)는 충청남도 보령시 대천동 대천 교차로와 오천면 원산도리 원산안면대교를 잇는 충청남도의 도로이다. 전 구간 국도 제77호선에 속한다.
이 도로는 보령해저터널을 통과한다.

## 연혁
- 2019년 12월 26일 : 보령 ~ 태안간 도로(보령시 오천면 원산도리 ~ 태안군 고남면 고남리) 6.3 km 구간 신설 개통, 기존 태안군 고남면 고남리 1.1 km 구간 폐지[1]
- 2021년 12월 1일 : 보령 ~ 태안간 도로(보령시 신흑동 ~ 오천면 원산도리) 8.2 km 구간 신설 개통[2]
- 2021년 12월 30일 : 2개 이상 시·군에 걸쳐 있는 도로로 원산대로를 고시[3]

## 주요 경유지
충청남도
- 보령시 (대천동 · 오천면)

## 노선
전 구간 국도 제77호선에 속하므로 이 노선에 대한 별도 표기는 생략한다.
| 이름                 | 접속 노선                             | 소재지 | 소재지 | 비고                                        |
| -------------------- | ------------------------------------- | ------ | ------ | ------------------------------------------- |
| 대천 교차로          | 국도 제36호선 (대천항로) 해수욕장13길 | 보령시 | 대천동 |                                             |
| 보령해저터널         |                                       | 보령시 | 대천동 | 원산 방향 연장 6,927m 보령 방향 연장 6,916m |
| 보령해저터널         | 오천면                                | 보령시 |        | 원산 방향 연장 6,927m 보령 방향 연장 6,916m |
| 저두 교차로 (저두교) | 원산도4길                             | 보령시 |        |                                             |
| 원산 교차로          | 원산도4길                             | 보령시 |        |                                             |
| 원의 교차로          | 원산도3길                             | 보령시 |        |                                             |
| 선촌 교차로          | 원산도2길                             | 보령시 |        |                                             |
| 원산안면대교         |                                       | 보령시 |        |                                             |
| 안면대로와 직결      |                                       |        |        |                                             |